# Bom Sucesso (Figueira da Foz)
Bom Sucesso ist eine Gemeinde (Freguesia) in Portugal und gehört zum Kreis (Concelho) von Figueira da Foz.

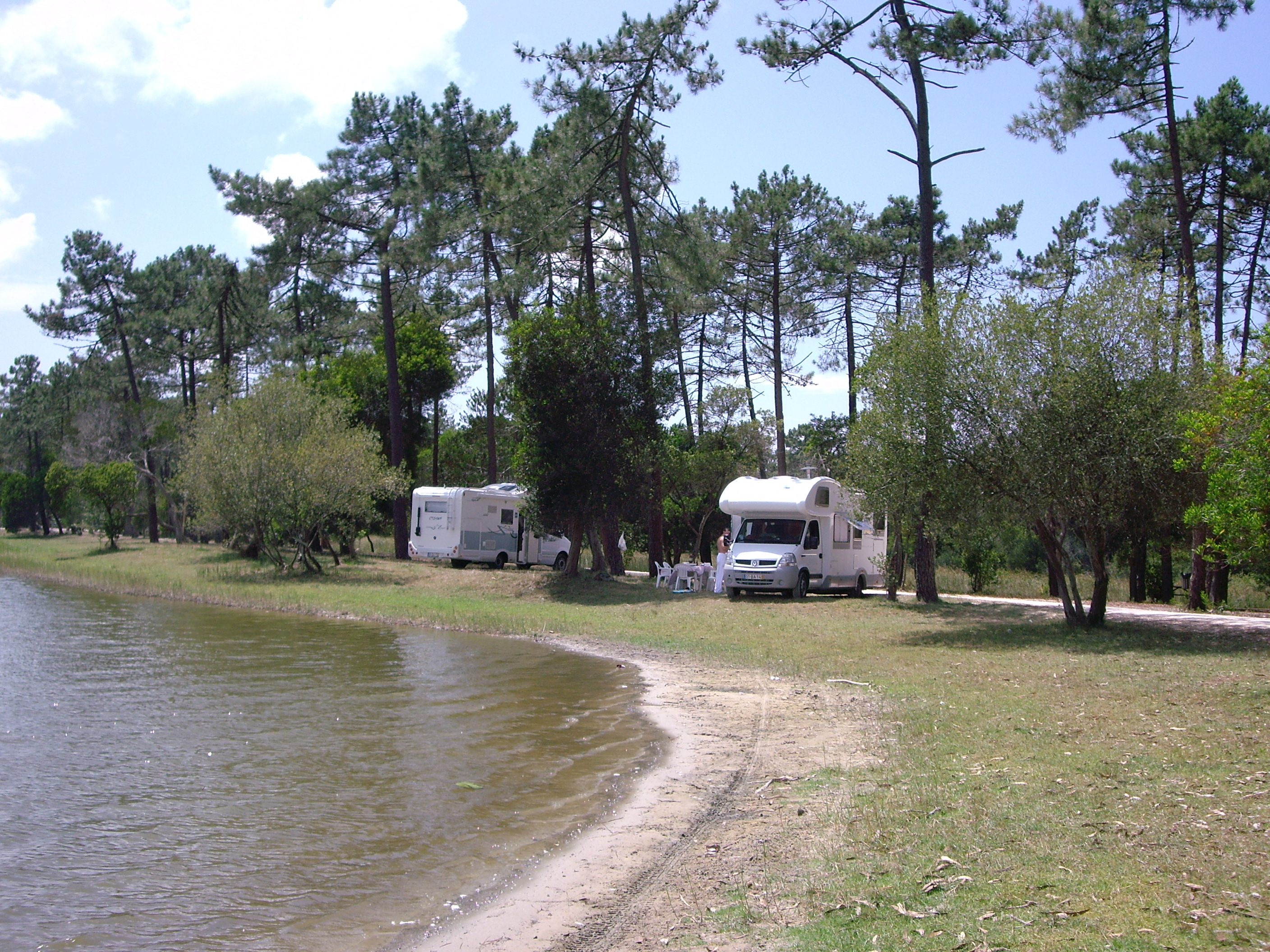
An einem der Seen, der Lagoa da Vela

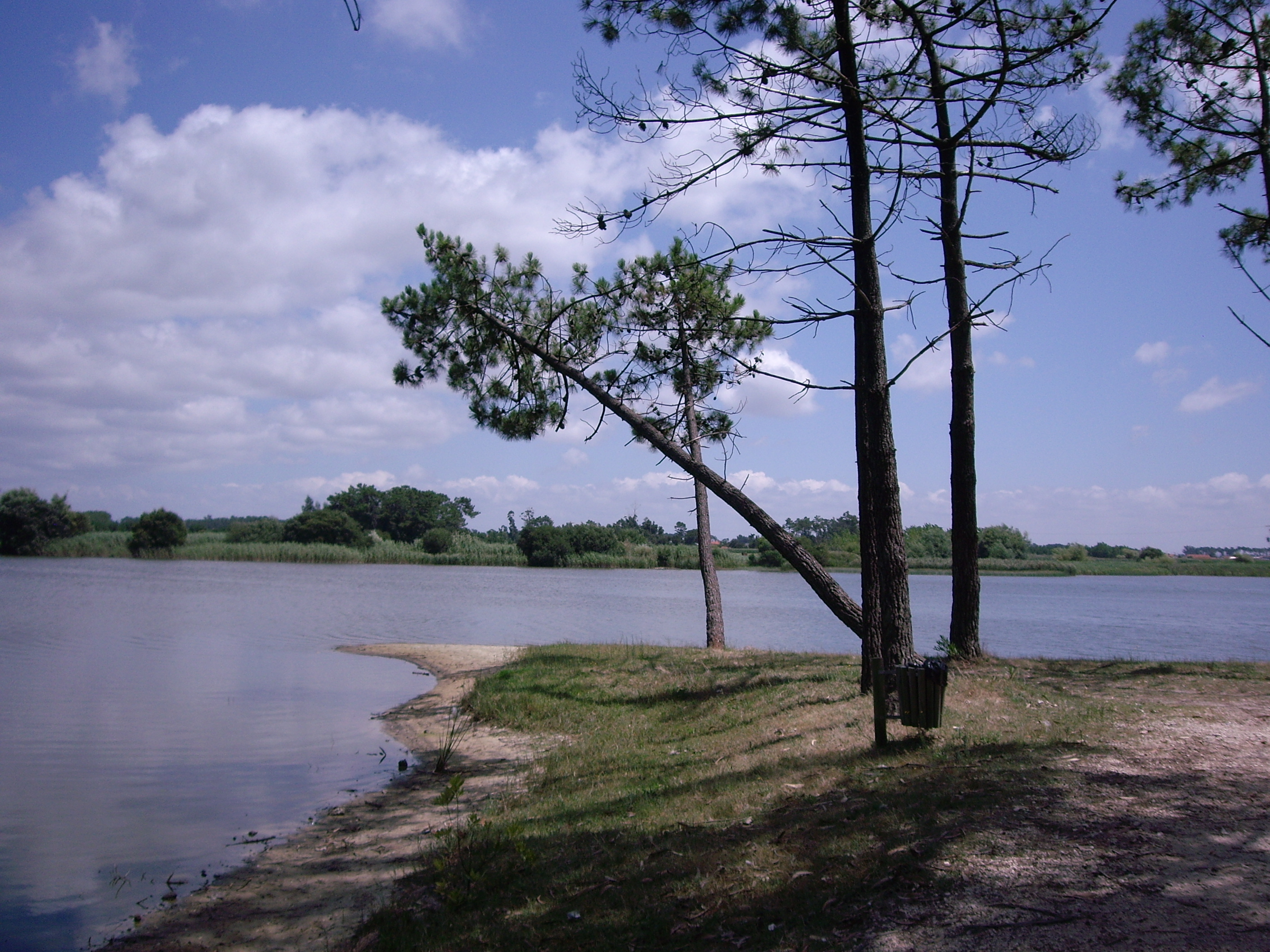
An der Lagoa da Vela

## Geschichte
Erste Erwähnungen des heutigen Ortes finden sich in Dokumenten des 9. Jahrhunderts. Nach der Unabhängigkeit und der Entstehung des Königreichs Portugal gab sein erster König, D. Afonso Henriques, das Gebiet an das Kloster Santa Cruz in Coimbra. Von schwierigen Lebensumständen geplagt, erlebte die Gegend ab dem 16. Jahrhundert eine erste Ausreisewelle in das neuentdeckte Brasilien. Bis zum 18. Jahrhundert blieb es ein spärlich besiedeltes Gebiet, dann nahm seine Bevölkerungszahl allmählich zu. Zugehörig zur Gemeinde von Quiaios, wurde der Wunsch, eine eigene Gemeinde zu bilden, nun zunehmend größer. 1936 wurde Bom Successo eine eigene Kirchengemeinde, und 1984 ein eigenes Verwaltungsgebiet (Freguesia).
Seit den 1950er Jahren erlebte die Gemeinde eine erneute Auswanderungswelle, diesmal vornehmlich nach Frankreich. Die zurückgekehrten Gastarbeiter und ihre Investitionen belebten die Gegend, jedoch blieb die Gemeinde strukturschwach.

## Kultur, Sport und Sehenswürdigkeiten
Die Höhenlage mit ihren weiten Ausblicken und ihren guten Luftverhältnissen sind Merkmale der Gegend. Mit der Lagoa da Vela, der Lagoa do Salgueiro, und der Lagoa da Fonte liegen drei Seen im Gemeindegebiet, die von Wald umgeben sind. Wanderwege durchziehen die Gegend.
In Camarção steht eine erhalten gebliebene römische Brücke.
Die 1771 erbaute Gemeindekirche Igreja Paroquial de Nossa Senhora dos Remédios entstand im Wesentlichen aus der Erweiterung einer vorherigen Kapelle. Sie wurde 1885 und 1981 renoviert, und bietet, neben den einfachen Altarretabeln, ein sehenswertes Holzbildnis der Kirchenpatronin.
Am 15. August findet jedes Jahr das Gemeindefest zu Ehren der Kirchen- und Gemeindepatronin statt.
Die Associação de Moradores do Bom Successo ist ein Kulturverein am Ort, der lokales Brauchtum und seine Trachten pflegt, u. a. in einer Volkstanzgruppe, dem rancho folclórico. Weitere Vereine sind der Vespa Club Bom Sucesso, der Brieftaubenverein Grupo Columbófilo do Bom Sucesso, die Jägervereinigung Clube de Caçadores do Bom Sucesso, der Sportverein União Desportiva da Gândara, und der Sport- und Freizeitverein Clube Z desporto e Aventura do Bom Sucesso, u. a.
Von den ehemals zahlreichen Windmühlen sind zwei von der Gemeinde erworben und restauriert worden, eine im Ort Morros und eine in Largo da Feira.

## Verwaltung
Bom Sucesso ist Sitz einer gleichnamigen Gemeinde (Freguesia) im Kreis (Concelho) von Figueira da Foz, im Distrikt Coimbra. Am 19. April 2021 hatte die Gemeinde 1832 Einwohner auf einer Fläche von 60,4 km².
Folgende Orte liegen in der Gemeinde Bom Sucesso:
| - Arneiro de Sazes - Bom Sucesso - Camarção - Castanheiro - Gestinha - Lomba de Pau - Lomba do Poço Frio | - Loureiros - Marianas - Martinhas - Morros - Pedros - Regateiros |

## Wirtschaft
Viehwirtschaft und etwas Landwirtschaft werden hier betrieben, jedoch sind die Verhältnisse durch die trockene Höhenlage nicht vorteilhaft. Lokaler Fremdenverkehr hat an Bedeutung gewonnen, da die Ortschaften und ihre Bewohner sich durch ihre relative Abgeschiedenheit einige Traditionen bewahrt haben, und die Landschaft mit ihren Seen und Wäldern reizvolle Ziele bietet.
Es existieren dazu einige kleine lokale Betriebe des Handels und der Gastronomie, auch an der Lagoa da Vela.